# 練綱
練 綱（れん こう、1402年 - 1477年）は、明代の官僚。字は従道。本貫は蘇州府長洲県。

## 生涯
洪武年間の河南道御史練則成の孫にあたる。1435年（宣徳10年）、郷試に及第し、国子監に入った。都察院に歴仕した。1449年（正統14年）、郕王朱祁鈺が監国すると、練綱は中興八策を上書した。10月、オイラトのエセン・ハーンが北京に侵攻すると、練綱は和議と南遷に反対し、この両論を唱える者を処刑し、于謙と石亨を中軍の主とし、大臣を分遣して九門を守らせ、親王のうちで忠孝で知られる者を選んで守臣とともに勤王の軍を率いさせ、陝西の守将に番兵を率いて入衛させるよう請願した。景泰帝（朱祁鈺）はこれら全てを聞き入れた。都御史の陳鎰や刑部尚書の兪士悦の推薦により、練綱は浙江道監察御史に任じられた。
1450年（景泰元年）、練綱は時政五事を上書した。1451年（景泰2年）、両淮の塩政を巡視した。駙馬都尉の趙輝が塩の専売の利益を侵害していたことから、練綱はこれを弾劾する上奏をおこなった。1452年（景泰3年）冬、練綱は同僚たちとともに軍国八事を上書し、いずれも許諾され施行された。まもなくまた同僚たちとともに吏部の選任が不公平で情実が横行しているとして吏部尚書の何文淵や吏部右侍郎の項文曜を取り調べるよう言上した。景泰帝は何文淵らを処罰することはしなかったが、練綱らが正しいことは認めた。1453年（景泰4年）、練綱は延綏に出向して参賛軍務をつとめるよう命じられた。練綱は自ら僉都御史の任を求めたが、景泰帝に退けられた。
1454年（景泰5年）、福建巡按をつとめ、按察使の楊玨と衝突し、邠州判官に左遷された。さらに甘州前衛経歴に転じた。赴任しないうちに父が死去したため、辞職して喪に服した。尹山の南の旧邸を修復して終焉の地と定め、范仲淹と文天祥の像を彫って祀った。1477年（成化13年）3月23日、死去した。享年は76。